# Pilzen Challenger 1994
Il Pilzen Challenger 1994 è stato un torneo di tennis facente parte della categoria ATP Challenger Series nell'ambito dell'ATP Challenger Series 1994. Il torneo si è giocato a Plzeň in Repubblica Ceca dal 22 al 28 agosto 1994 su campi in cemento.

## Vincitori

### Singolare
Radomír Vašek ha battuto in finale  Bohdan Ulihrach con il punteggio di 2–6, 6–2, 6–2

### Doppio
Emanuel Couto /  João Cunha e Silva hanno battuto in finale  Brett Dickinson /  Glenn Wilson con il punteggio di 6–4, 6–3